# Gmina Bielany
Die Gmina Bielany ist eine Landgemeinde im Powiat Sokołowski der Woiwodschaft Masowien in Polen. Ihr Sitz ist das Dorf Bielany-Żyłaki mit etwa 170 Einwohnern.

## Gliederung
Zur Landgemeinde Bielany gehören folgende 29 Ortschaften mit einem Schulzenamt:
Bielany-Jarosławy
Bielany-Wąsy
Bielany-Żyłaki
Błonie Duże
Błonie Małe
Brodacze
Dmochy-Rętki
Dmochy-Rogale
Korabie
Kowiesy
Kożuchów
Kożuchówek
Księżopole-Budki
Księżopole-Komory
Kudelczyn
Paczuski
Patrykozy
Patrykozy-Kolonia
Rozbity Kamień
Ruciany
Ruda-Kolonia
Sikory
Trebień
Wańtuchy
Wiechetki Duże
Wiechetki Małe
Wojewódki Dolne
Wojewódki Górne
Wyszomierz
Ein weiterer Ort der Gemeinde ist Urbanki.